# 5Н87
5Н87 (по классификации МО США и НАТО — Back Net) — подвижный трёхкоординатный радиолокационный комплекс кругового обзора дециметрового диапазона волн.

## История
Радиолокационный комплекс 5Н87 начал поступать в войска в середине 1970-х годов на замену комплекса П-80.

## Состав
В зависимости от модификации комплекс в своём составе имел от 17 до 21 прицепа:
- Прицеп Д — Радиолокационный дальномер.
- Прицеп И — Индикаторная кабина (в фургоне типа ПАУ-1).
- Прицеп Т — Технический пост.
- ПРВ-13 — 2 шт. (4 шт.).
- Электростанция в фургоне типа КУНГ-П10.

## Тактико технические характеристики
- Диапазон частот — Коротковолновая часть дециметрового диапазона
- Темп обзора, об./мин.… 6
- Дальность обнаружения цели типа истребитель МиГ-21 на высоте, км:
10000 м………… 330
15000 м и выше….. 380
- Верхняя граница зоны обнаружения цели типа истребитель МиГ-21, км. 54
- Ошибки измерения координат целей (в 80 % измерений):
по дальности, м….. 1000
по высоте, м……. 300
по азимуту…….. 0,8°

## Награды
В 1975 году за разработку и освоение серийного производства РЛК 5Н87 ряд ведущих специалистов Правдинского завода радиорелейной аппаратуры и его конструкторского бюро стали лауреатами Государственной премии СССР.